# Торрес, Фернандо
Ферна́ндо Хосе́ То́ррес Санс (исп. Fernando José Torres Sanz; род. 20 марта 1984[…], Фуэнлабрада, Мадрид) — испанский футбольный тренер, ранее выступавший как футболист на позиции нападающего. В настоящее время он является главным тренером команды «Атлетико Мадрид B».
Торрес начал карьеру в мадридском «Атлетико», пройдя через молодёжную систему и попав в первую команду. Он дебютировал в первой команде в 2001 году и закончил своё пребывание в клубе с 75 голами в 174 матчах чемпионата. До своего дебюта в Ла Лиге Торрес отыграл два сезона во втором дивизионе за «Атлетико», в которых принял участие 40 раз и забил семь голов.
Торрес перешёл в клуб Премьер-лиги «Ливерпуль» в 2007 году, подписав контракт за рекордную для клуба сумму. В свой первый сезон на «Энфилде» он стал первым игроком «Ливерпуля» со времён Робби Фаулера в сезоне 1995/96, забившим более 20 голов за сезон. В самый плодотворный период своей карьеры он стал самым быстрым игроком в истории «красных», забившим 50 голов в чемпионате. В 2008 и 2009 годах он был включён в список лучших игроков мира по версии ФИФА. Торрес покинул клуб в январе 2011 года и перешёл в «Челси» за рекордную для Англии сумму в 50 миллионов фунтов стерлингов, что сделало его самым дорогим испанским игроком в истории. В своём первом полном сезоне в «Челси» Торрес выиграл Кубок Англии и Лигу чемпионов УЕФА. В следующем сезоне он забил гол в финале Лиги Европы УЕФА сезона 2012/13, что помогло «Челси» впервые выиграть этот турнир.
Торрес — испанский футболист, дебютировавший в 2003 году в матче против сборной Португалии. Он более 100 раз выходил на поле в составе сборной Испании и является третьим бомбардиром своей страны за всё время. В составе сборной Испании он участвовал в шести крупных турнирах: Евро-2004, чемпионат мира 2006 года, Евро-2008, чемпионат мира 2010 года, Евро-2012 и чемпионат мира 2014 года. Испания выиграла три турнира с 2008 по 2012 год, причём Торрес забивал в финалах Евро-2008 и Евро-2012. Он забил победный гол на чемпионате Европы 2008 года и получил «Золотую бутсу» как лучший бомбардир в 2012 году.

## Ранняя карьера
Торрес родился в Фуэнлабраде, провинция Мадрид, в детстве он заинтересовался футболом и в возрасте пяти лет присоединился к своей первой команде «Парк 84». Его дед не был страстным футбольным болельщиком, но гордился тем, что болел за «Атлетико Мадрид», и Торрес унаследовал его любовь к клубу.
Торрес начал играть в футбол как вратарь, на позиции, на которой играл его брат. Однако в возрасте семи лет он начал регулярно играть как нападающий в закрытой лиге за соседский клуб «Мариос Холанда», используя в качестве вдохновения персонажей из аниме Captain Tsubasa. Три года спустя, в возрасте 10 лет, он перешёл в детскую команду «Райо 13». Он забил 55 голов за сезон и был одним из трёх игроков «Райо 13», получивших право на пробную игру с «Атлетико». Он произвёл впечатление на скаутов и присоединился к молодёжной системе клуба в возрасте 11 лет в 1995 году.
Спустя три года Торрес выиграл первый в карьере титул в составе молодёжной команды. Руководство «Атлетико Мадрид» подало заявку на участие в турнире под названием «Nike Cup Europe», на котором было представлено немало именитых европейских команд в возрастной категории до 15 лет. Торрес стал одним из лидеров команды и помог «Атлетико Мадрид» победить в этом турнире, а позже был признан лучшим игроком Европы в данной возрастной категории.

## Профессиональная карьера

### «Атлетико Мадрид»
В 1999 году, в возрасте 15 лет, Торрес подписал свой первый профессиональный контракт с «Атлетико». Первый год он провёл, играя в юношеской команде, а в 16 лет участвовал в Почётном дивизионе. Сезон 2000/01 начался неудачно, так как испанец получил трещину в берцовой кости, из-за которой он не играл до декабря. Торрес тренировался с первой командой, чтобы подготовиться к предсезонке, но в итоге дебютировал 27 мая 2001 года на стадионе «Висенте Кальдерон» против «Леганеса». Через неделю он забил свой первый гол за клуб, против «Альбасете», и сезон закончился тем, что «Атлетико» едва не вышел в Ла Лигу.

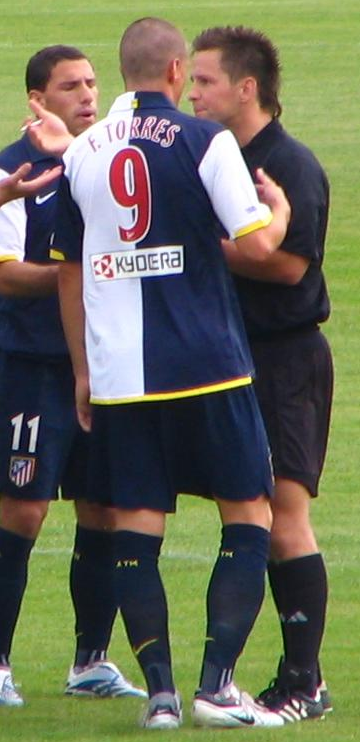
Торрес играет за мадридский «Атлетико» в 2006 году

В конце сезона 2001/02 «Атлетико» вышел в Ла Лигу, хотя Торрес не показал хороших результатов в этом сезоне: он забил всего 6 раз за 36 матчей во втором дивизионе. Первый сезон игрока в Ла Лиге, 2002/03, был лучше, однако, так как он забил 13 голов за 29 матчей, а «Атлетико» занял 11-е место. В июле 2003 года, вскоре после приобретения клуба, совет директоров «Атлетико» отклонил предложение владельца «Челси» Романа Абрамовича о покупке Торреса за 28 миллионов фунтов стерлингов. В сезоне 2003/04, втором в Ла Лиге, Торрес добился новых успехов, забив 19 голов в 35 матчах, что означает, что он занял третье место в лиге. В возрасте 19 лет Торрес был назначен капитаном испанской команды. «Атлетико» немного не дотянул до квалификации в Кубок УЕФА, но, заняв седьмое место в сезоне 2003/04, квалифицировался в Кубок Интертото 2004 года, что позволило Торресу впервые попробовать себя в турнирах европейского уровня. Он забил два гола в двух матчах четвёртого раунда против «ОФК Београд», по одному в каждой встрече. «Атлетико» вышел в финал, но проиграл 3:1 по пенальти «Вильярреалу» после общей ничьей 2:2 . Считалось, что чемпионы Премьер-лиги Англии «Челси» были заинтересованы в подписании Торреса летом 2005 года, но президент клуба «Атлетико» Энрике Сересо заявил, что у них «нет шансов» подписать его. Позже, в январе 2006 года, Сересо сказал, что клуб готов выслушать предложения по игроку, и Торрес заявил, что «Ньюкасл Юнайтед» из Премьер-лиги сделал предложение о его подписании в марте.
Торрес заявил после чемпионата мира 2006 года, что он отклонил предложение перейти в «Челси» в конце сезона 2005/06. В сезоне 2006/07 он забил 14 голов в чемпионате. Английские СМИ сообщили, что он был главной трансферной целью клуба Премьер-лиги «Ливерпуль», но Сересо заявил: «Мы не получали никакого предложения от „Ливерпуля“ или какого-либо другого клуба или игрока». Однако несколько дней спустя появились новые сообщения о том, что «Атлетико» договорился с «Ливерпулем» о покупке нападающего; по слухам, сумма сделки составила 25 миллионов фунтов стерлингов, а Луис Гарсия перешёл в «Атлетико» в рамках отдельной сделки. 30 июня «Атлетико» объявил о сделке по подписанию Диего Форлана из «Вильярреала», что рассматривалось как замена Торресу до того, как его уход стал официальным. 2 июля стало известно, что Торрес прервал отпуск, чтобы вернуться в Мадрид для завершения перехода в «Ливерпуль». На следующий день Торрес прошёл медицинский осмотр на тренировочной базе «Ливерпуля» в Мелвуде. 4 июля он провёл пресс-конференцию в Мадриде, чтобы попрощаться с болельщиками «Атлетико», а затем завершил переход в «Ливерпуль» по шестилетнему контракту. Сумма трансфера была самой высокой в истории «Ливерпуля». В марте 2008 года главный тренер Рафаэль Бенитес заявил в интервью The Times, что Торрес был приобретён примерно за 20 миллионов фунтов стерлингов, хотя эта цифра учитывает переход Гарсии в «Атлетико».

### «Ливерпуль»

#### Сезон 2007/08
11 августа 2007 года Торрес дебютировал в составе «Ливерпуля» в матче против «Астон Виллы» (2:1). Через четыре дня после своего первого выступления в Лиге чемпионов он впервые вышел на замену на 79-й минуте, победив «Тулузу» со счётом 1:0. Свой первый гол в Премьер-лиге Торрес забил на «Энфилде» 19 августа 2007 года на 16-й минуте в матче против «Челси» со счётом 1:1. Его первый хет-трик был сделан в победе над «Редингом» (4:2) в Кубке лиги 25 сентября 2007 года, причём все его голы пришлись на второй тайм. Его первые голы в Лиге чемпионов были забиты во время его третьего выступления в турнире, когда «Ливерпуль» обыграл «Порту» (4:1) 28 ноября 2007 года, причём он забил дважды.
Торрес был назван игроком месяца Премьер-лиги за февраль 2008 года, в течение которого он забил четыре гола в четырёх матчах, включая хет-трик против «Мидлсбро» 23 февраля 2008 года. Этот хет-трик и ещё один в победе над «Вест Хэм Юнайтед» (4:0) 5 марта 2008 года означали, что он стал первым игроком «Ливерпуля» со времён Джека Балмера в ноябре 1946 года, который забил хет-трик в двух домашних матчах подряд. Позже в марте, забив гол головой на 47-й минуте матча против «Рединга» на «Энфилде», он стал первым игроком «Ливерпуля» со времён Робби Фаулера в сезоне 1995/96, забившим 20 голов за сезон. В апреле он забил ещё один гол в Лиге чемпионов, на этот раз против «Арсенала» в ответном четвертьфинальном матче, в результате чего «Ливерпуль» вышел в полуфинал. Этот гол принёс ему 29 голов в сезоне 2007/08 во всех турнирах, затмив личный рекорд Майкла Оуэна по голам за сезон. 11 апреля 2008 года было объявлено, что Торрес вошёл в список из шести человек на премию «Игрок года по версии ПФА», которую в итоге получил Криштиану Роналду из «Манчестер Юнайтед». Испанец также был номинирован на премию «Молодой игрок года по версии ПФА», которую получил Сеск Фабрегас из «Арсенала», и был включён в команду года по версии ПФА. В мае он занял второе место после Роналду в номинации «Футболист года по версии Ассоциации футбольных журналистов».
4 мая 2008 года Торрес забил гол на 57-й минуте матча против «Манчестер Сити», что стало рекордом по количеству голов, забитых подряд на «Энфилде» в восьми матчах, установленным Роджером Хантом. Забив свой 24-й гол в лиге в заключительной игре сезона, выигранной у «Тоттенхэм Хотспур» (2:0), он установил новый рекорд для самого результативного иностранного бомбардира в дебютном сезоне в Англии, превзойдя 23 гола Руда ван Нистелроя. Он закончил сезон на втором месте вместе с Эммануэлем Адебайором в гонке за золотую бутсу Премьер-лиги. Торрес стал объектом спекуляций в СМИ о том, что «Челси» готов заплатить за него 50 миллионов фунтов стерлингов, но Торрес ответил, что пройдёт «много лет», прежде чем он покинет «Ливерпуль». Совладелец «Ливерпуля» Том Хикс также отверг идею трансфера, заявив, что он не позволит игроку покинуть клуб любой ценой.

#### Сезон 2008/09

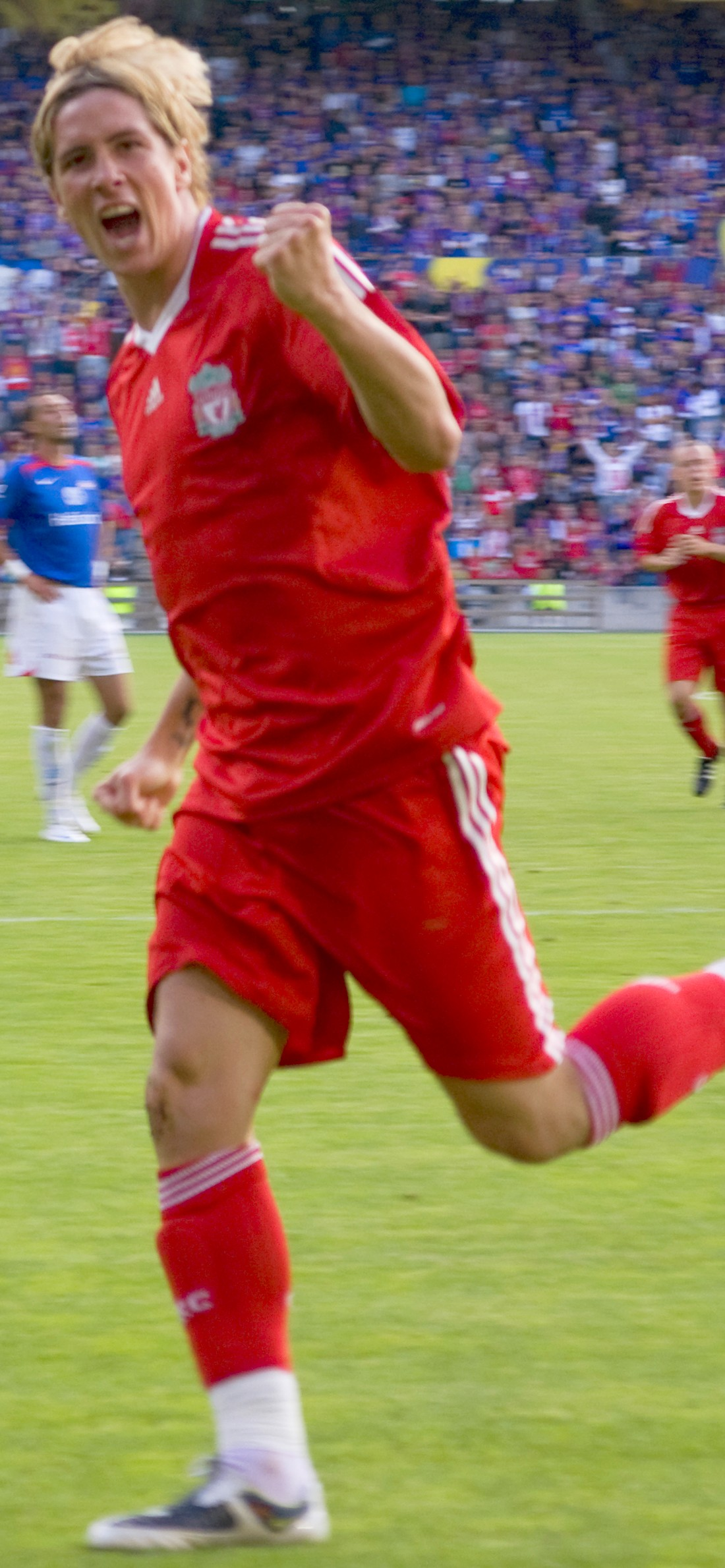
Торрес празднует гол за «Ливерпуль», 5 августа 2008 года

16 августа 2008 года Торрес начал сезон Премьер-лиги 2008/09 с удара с 25 метров в правый нижний угол ворот «Сандерленда» (1:0), который стал единственным голом в матче. Он получил разрыв подколенного сухожилия в ничьей с «Астон Виллой» (0:0), из-за чего выбыл на две-три недели. Торрес вернулся в строй в победе над «Марселем» (2:1) в Лиге чемпионов и забил два гола в мерсисайдском дерби против «Эвертона» 27 сентября 2008 года, обеспечив победу «Ливерпулю» со счётом 2:0. В следующие выходные он забил ещё два гола в ворота «Манчестер Сити», выиграв со счётом 3:2 на стадионе «Сити оф Манчестер», когда «Ливерпуль» отыгрался с дефицита в два мяча. Первый из этих голов стал тысячным голом «Ливерпуля» в Премьер-лиге. Торрес получил травму подколенного сухожилия во время отборочного матча чемпионата мира 2010 года, что означало, что он пропустит три игры за «Ливерпуль». 22 октября 2008 года «Ливерпуль» играл с бывшим клубом Торреса «Атлетико» в Лиге чемпионов на стадионе «Висенте Кальдерон», но из-за травмы он пропустил игру. Президент «Атлетико» Энрике Сересо предоставил ему VIP-приглашение посмотреть игру, но он отказался от него, чтобы продолжить реабилитацию после травмы в мерсисайде. 27 октября 2008 года он был включён в список FIFPro World XI команды сезона 2007/08.
Торрес вернулся в состав «Ливерпуля» 8 ноября 2008 года, выйдя на замену на 72-й минуте матча против «Вест Бромвич Альбион» (3:0). Он сказал, что был бы заинтересован в возвращении в бывший клуб «Атлетико», заявив: «Я не знаю, где закончу карьеру. Но я хотел бы когда-нибудь вернуться». Он выбыл из строя на две-три недели после победы «Ливерпуля» над «Марселем» (1:0) в Лиге чемпионов в ноябре, где он получил растяжение подколенного сухожилия, которое позже было продлено специалистами как минимум до четырёх недель. В декабре он был включён в список претендентов на звание лучшего игрока года по версии ФИФА, и в итоге занял третье место после Роналду и Лионеля Месси. 3 января 2009 года Торрес вернулся в строй в качестве запасного игрока, забив гол в победе над «Престон Норт Энд» (2:0), свой первый гол в Кубке Англии. 1 февраля 2009 года он забил два поздних гола за «красных» в победе над «Челси» (2:0). Несмотря на то, что испанец провёл в клубе полтора года, он был выбран под номером 50 в списке "50 величайших игроков «Ливерпуля» по версии The Times, что подчеркивает его влияние на «Ливерпуль» за такой короткий период времени.
10 марта 2009 года Торрес встретился со своими старыми соперниками — мадридским «Реалом» — в 1/8 финала Лиги чемпионов. Из-за травмы лодыжки перед игрой ему сделали обезболивающий укол, чтобы он мог играть. Он забил первый гол в игре, которая закончилась победой со счётом 4:0, что означало выход «Ливерпуля» в четвертьфинал со счётом 5:0. Четыре дня спустя он вышел на поле против «Манчестер Юнайтед» на «Олд Траффорд» и забил равный счёт в игре, которая закончилась победой со счётом 4:1. Его празднование гола на «Олд Траффорд» привлекло внимание болельщиков «Ливерпуля», когда он протянул руку болельщикам «Юнайтед», сделав жест «пять раз», означающий пять титулов Ливерпуля в Лиге чемпионов (у «Юнайтед» — три). В апреле 2009 года он был включён в команду года по версии ПФА второй сезон подряд. 24 мая 2009 года Торрес забил свой 50-й гол за «Ливерпуль» в финальный день сезона 2008/09 против «Тоттенхэма», в 84-й раз выйдя на поле.

#### Сезон 2009/10

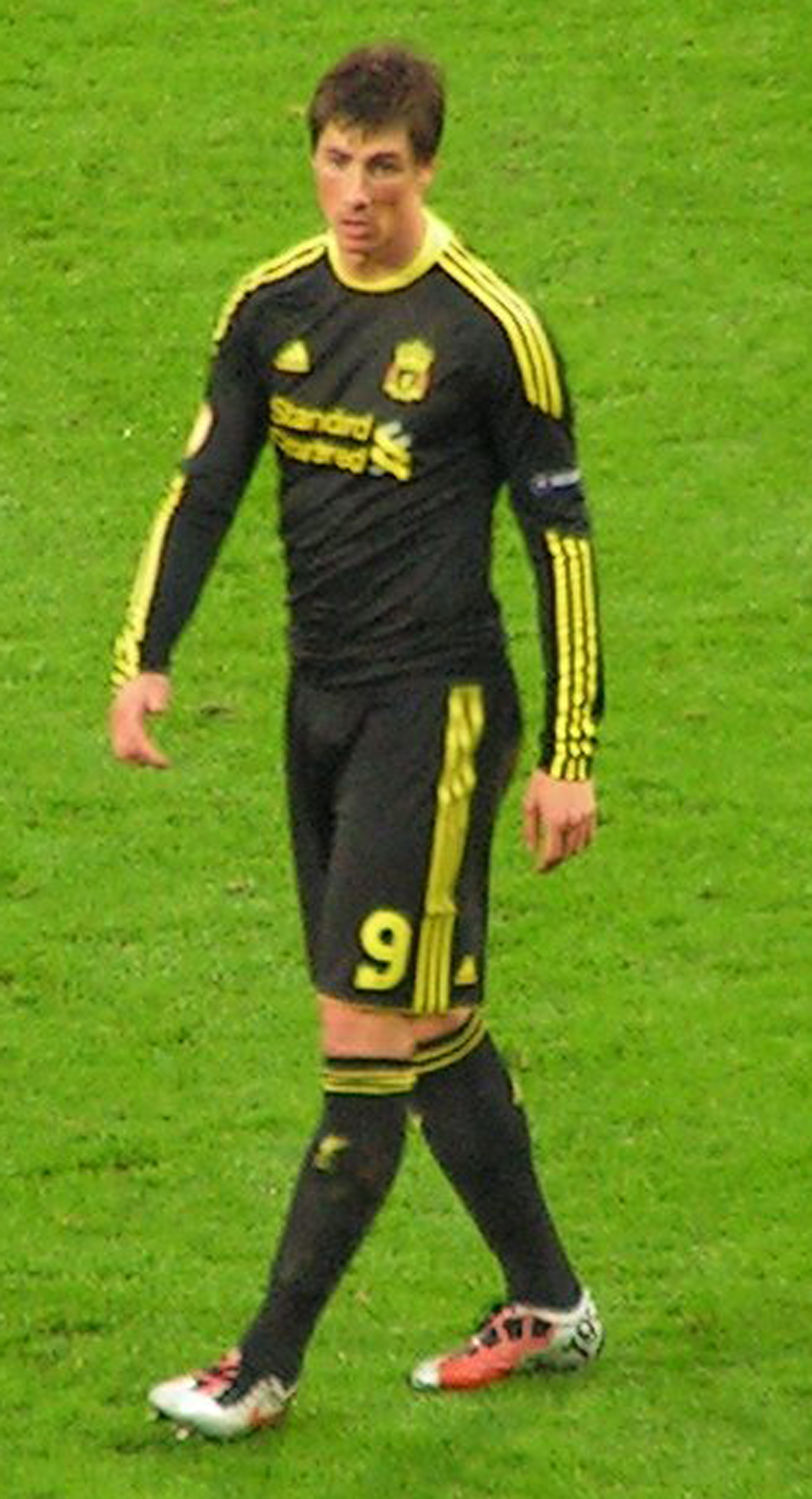
Торрес в матче Лиги Европы против «Утрехта», 30 сентября 2010 года

После окончания сезона Торрес согласовал новый контракт с «Ливерпулем», который он подписал 14 августа. Подписав контракт, испанец получил возможность продлить его на один год после истечения срока действия в 2013 году. 19 сентября 2009 года забил два гола в победе над «Вест Хэм Юнайтед» (3:2), что позволило «Ливерпулю» занять третье место в Премьер-лиге. Через неделю он забил свой первый хет-трик в сезоне 2009/10 Премьер-лиги в победе над «Халл Сити» (6:1) на «Энфилде». Он был назван игроком месяца Премьер-лиги за сентябрь, забив пять голов в течение месяца и став лучшим бомбардиром Премьер-лиги. 25 октября 2009 года он забил первый гол в победе «Ливерпуля» над «Манчестер Юнайтед» со счётом 2:0, после чего Рафаэль Бенитес высоко оценил игру Торреса, сказав: «Мы ждали последнего паса. Когда он пришёл, мы знали, что он забьёт». Торрес был включён в список FIFPro World XI второй сезон подряд в декабре 2009 года. 29 декабря 2009 года его победный гол в матче с «Астон Виллой» на последней минуте сделал его самым быстрым игроком «Ливерпуля», когда-либо забивавшим 50 голов в чемпионате. 4 апреля 2010 года он был заменён на 65-й минуте в матче с «Бирмингем Сити» (1:1), что Бенитес объяснил тем, что Торрес «устал». 8 апреля 2010 года сделал свой последний выход в сезоне, забив дважды в победе над «Бенфикой» (4:1) в Лиге Европы, а 18 апреля было объявлено, что он пропустит остаток сезона из-за операции на колене. Это означало, что Торрес закончил сезон с 22 голами в 32 матчах во всех турнирах, став лучшим бомбардиром «Ливерпуля» во второй раз.

#### Сезон 2010/11
После назначения Роя Ходжсона главным тренером «Ливерпуля» Ходжсон заявил, что Торрес не будет продан клубом, сказав: «Мы не собираемся рассматривать предложения продать Фернандо. Мы хотим сохранить его в составе». Тренер отверг сообщения о том, что испанец собирается покинуть «красных», сказав: «Он сказал нам, что с нетерпением ждет понедельника, возвращения к работе и надеется играть за „Ливерпуль“ в следующем сезоне. Это то, что я знаю, поэтому другие сообщения, я бы предположил, ошибочны». Торрес заявил о своей преданности «Ливерпулю» 3 августа: «Мои обязательства и преданность клубу и болельщикам такие же, как и в первый день, когда я подписал контракт».
14 августа 2010 года Торрес впервые появился в сезоне 2010/11 в стартовом матче, ничьей с «Арсеналом» (1:1), выйдя на замену на 74-й минуте. 29 августа 2010 года он забил свой первый гол в сезоне, победив в победе над «Вест Бромом» (1:0), свой 50-й гол на «Энфилде» во всех турнирах. 24 октября 2010 года Торрес забил победный гол в победе над «Блэкберн Роверс» (2:1), свой первый гол с августа. 22 января 2011 года он забил свой последний гол за «Ливерпуль» в победе над «Вулверхэмптон Уондерерс» (3:0).

### «Челси»
27 января 2011 года Торрес получил предложение от «Челси» на сумму 40 миллионов фунтов стерлингов, которое было отклонено «Ливерпулем». На следующий день он подал официальный запрос о трансфере, который был отклонён. 31 января 2011 года испанец завершил свой переход в «Челси» по контракту на пять с половиной лет за нераскрытую сумму в 50 миллионов фунтов стерлингов, что установило новый рекорд для британского трансфера и сделало его шестым самым дорогим футболистом в истории. 6 февраля 2011 года он дебютировал за «Челси» в домашнем матче с «Ливерпулем» (1:0). 23 апреля 2011 года Торрес забил свой первый гол за «пенсионеров» в матче с «Вест Хэм Юнайтед» (3:0), что положило конец 903 минутам игры без голов. Это был его единственный гол за «Челси» в сезоне 2010/11, за который он провёл 18 матчей.

#### Сезон 2011/12
14 августа 2011 года Торрес начал сезон 2011/12 в ничьей «Челси» со «Сток Сити» (0:0), в которой его «игра в связке была острой, плюс он был готов делать умные забеги в пространство, чтобы получить мяч». 18 сентября 2011 года он забил свой второй гол в «Челси» и первый в сезоне в выездном матче против «Манчестер Юнайтед», единственный гол команды в поражении 1:3. Он забил свой второй гол в сезоне в домашнем матче с «Суонси Сити», победив со счётом 4:1. Через десять минут после гола, однако, за удар Марка Гоуэра двумя ногами он получил свою первую красную карточку в английском футболе и трёхматчевую дисквалификацию. 19 октября 2011 года Торрес забил два гола в победе над «Генком» (5:0) в Лиге чемпионов, своей первой игре в Европе после четвертьфинала Лиги чемпионов 2008/09 со своим старым клубом «Ливерпуль» против «Челси». Его следующий гол в составе «синих» состоялся после того, как он дважды забил и ещё дважды ассистировал в матче против команды Чемпионшипа «Лестер Сити» в четвертьфинале Кубка Англии 18 марта 2012 года, положив конец голевой засухе, которая длилась 24 матча. 31 марта 2012 года Торрес забил свой первый гол в Премьер-лиге с 24 сентября 2011 года в гостевом матче против «Астон Виллы» (4:2).

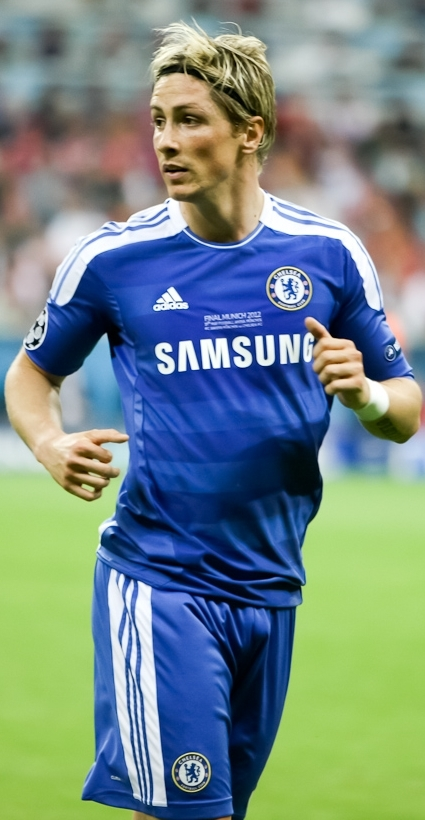
Торрес в составе «Челси» в финале Лиги чемпионов УЕФА 2012 года

24 апреля 2012 года Торрес вышел на замену вместо Дидье Дрогба и забил гол на последней минуте матча с «Барселоной» в полуфинале Лиги чемпионов, который принёс «Челси» (2:2) ничью и закрепил выбывание «Барселоны» из турнира. «Челси» уже выигрывал по правилу выездных голов, но в итоге победил по совокупному счёту (3:2). 29 апреля 2012 года он забил первый хет-трик в своей карьере в «Челси» в победе над «Куинз Парк Рейнджерс» (6:1) на «Стэмфорд Бридж». 19 мая 2012 года Торрес вышел на поле во втором тайме финала Лиги чемпионов, сразу после первого гола «Баварии», и после ничьей 1:1 после дополнительного времени «Челси» победил в серии пенальти 4:3. Свой первый полный сезон в «Челси» он закончил с 11 голами в 49 матчах.

#### Сезон 2012/13
Торрес начал сезон 2012/13 в матче Суперкубка Англии против «Манчестер Сити» на «Вилла Парк», где он забил первый гол, а «Челси» проиграл 2:3. 19 августа 2012 года он принял участие в первом матче «Челси» в лиге, победив в гостях у «Уиган Атлетик» (2:0). 22 августа 2012 года Торрес забил свой первый гол в сезоне в следующем матче «Челси», в домашней победе над «Редингом» (4:2), забив третий гол и обеспечив преимущество своей команде. Он также забил в матчах против «Ньюкасл Юнайтед», «Арсенала» и «Норвич Сити», когда «Челси» возглавил турнирную таблицу в первые недели сезона.
28 октября 2012 года Торрес был удалён за две жёлтые карточки в матче против «Манчестер Юнайтед», вторая за симуляцию, оставив «Челси» вдевятером после того, как был удалён и партнёр по команде Бранислав Иванович; команда проиграла 2:3. 7 ноября 2012 года испанец забил свой первый гол в Лиге чемпионов в этом сезоне, отразив удар вратаря донецкого «Шахтёра» (3:2) Андрея Пятова в ворота, и «Челси» понадобился гол Виктора Мозеса на 94-й минуте, чтобы одержать победу. 21 ноября 2012 года Роберто Ди Маттео был заменён на посту главного тренера «Челси» Рафаэлем Бенитесом, который ранее тренировал Торреса в «Ливерпуле». Сообщалось, что одной из причин назначения Бенитеса было желание помочь Торресу вернуться к своей лучшей форме.
5 декабря 2012 года Торрес закончил голевую засуху, которая длилась более 11 часов игрового времени, забив два гола в матче «Челси» против «Норшелланна» (6:1) в Лиге чемпионов. Три дня спустя он забил ещё два гола, завершив серию из восьми матчей Премьер-лиги без голов, когда «Челси» победил «Сандерленд» со счётом 3:1. 13 декабря 2012 года он забил гол в полуфинале Клубного чемпионата мира 2012 года, который «Челси» выиграл со счётом 3:1 у «Монтеррея» из мексиканской Лиги МХ, а через три дня сыграл в финале против бразильского «Коринтианса» (1:0).

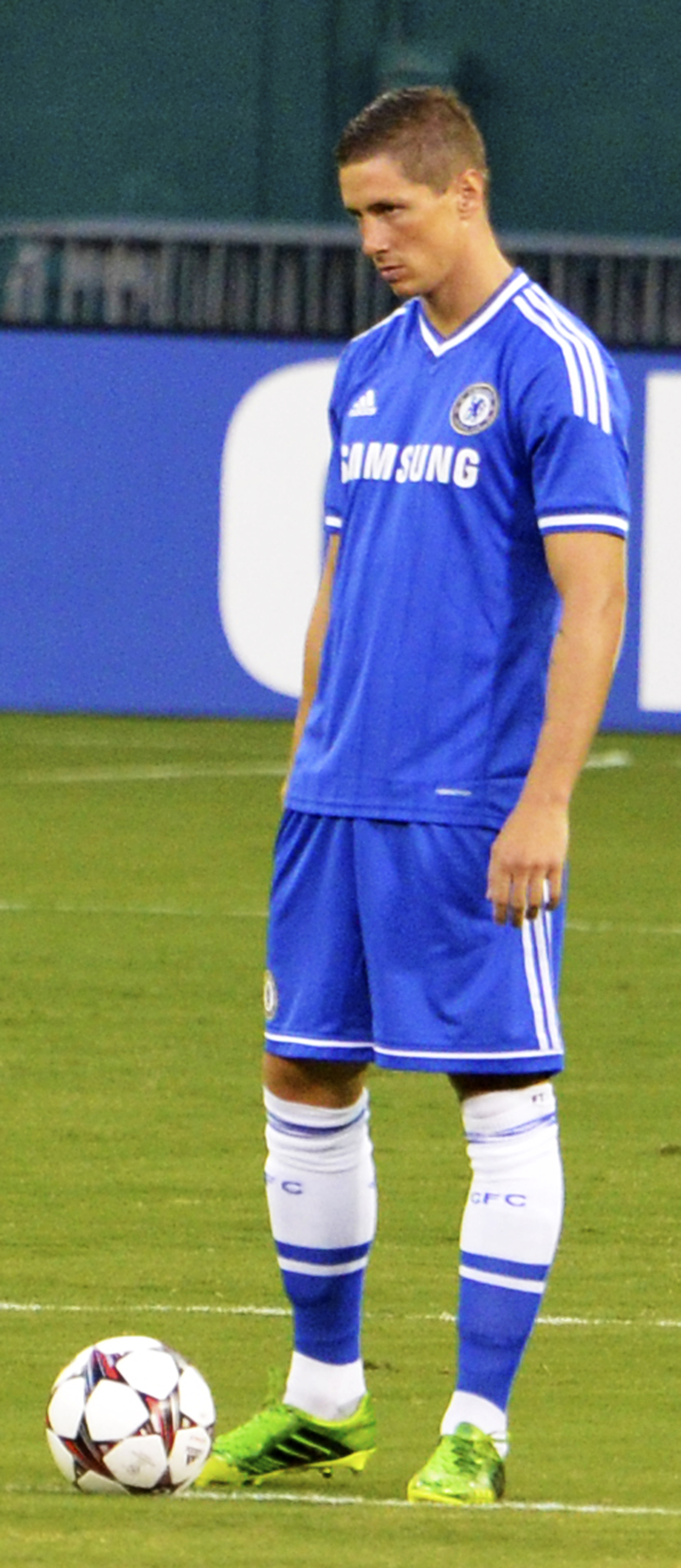
Фернандо Торрес в 2013 году

14 марта 2013 года Торрес забил третий гол, когда «Челси» победил бухарестский «Стяуа» со счётом 3:1 и вышел в четвертьфинал Лиги Европы. Этим голом испанец стал первым игроком, забившим в семи различных турнирах за один сезон. 4 апреля 2013 года он забил дважды в ворота казанского «Рубина» (3:1) в первом матче четвертьфинала Лиги Европы, а затем снова забил в ответном матче, и «Челси» вышел в полуфинал со счётом 5:4. 15 мая 2013 года Торрес забил первый гол в победе «Челси» над «Бенфикой» (2:1) в финале Лиги Европы 2013 года. В заключительном матче сезона, домашней победе над «Эвертоном» (2:1), он забил свой первый гол в лиге 2013 года и закончил сезон с 22 голами в 64 матчах.

#### Сезон 2013/14
Торрес был выбран новым тренером «Челси» Жозе Моуринью в качестве стартового игрока в матче против «Халл Сити» в день открытия сезона 2013/14, где он реализовал пенальти на пятой минуте. Он забил свой первый гол в сезоне в Суперкубке УЕФА 2013 года против «Баварии». 28 сентября 2013 года он был удалён с поля после получения двух жёлтых карточек в матче «Челси» с «Тоттенхэм Хотспур» на «Уайт Харт Лейн» (1:1).
22 октября 2013 года Торрес провёл свой 100-й матч за «Челси» против «Шальке 04» (3:0) в матче Лиги чемпионов и отметил это событие, забив два гола. Его первый гол в сезоне Премьер-лиги состоялся 27 октября, когда он забил победный гол на 90-й минуте в ворота претендентов на титул — «Манчестер Сити», а также ассистировал Андре Шюррле.

### «Милан»
31 августа 2014 года Торрес перешёл в клуб итальянской Серии А «Милан» на правах двухлетней аренды. Он дебютировал 20 сентября 2014 года, заменив Андреа Поли на последние 14 минут домашнего поражения от «Ювентуса» (0:1), а через два дня забил свой первый гол за «Милан» ударом головой в матче с «Эмполи» (2:2).

### Возвращение в «Атлетико Мадрид»

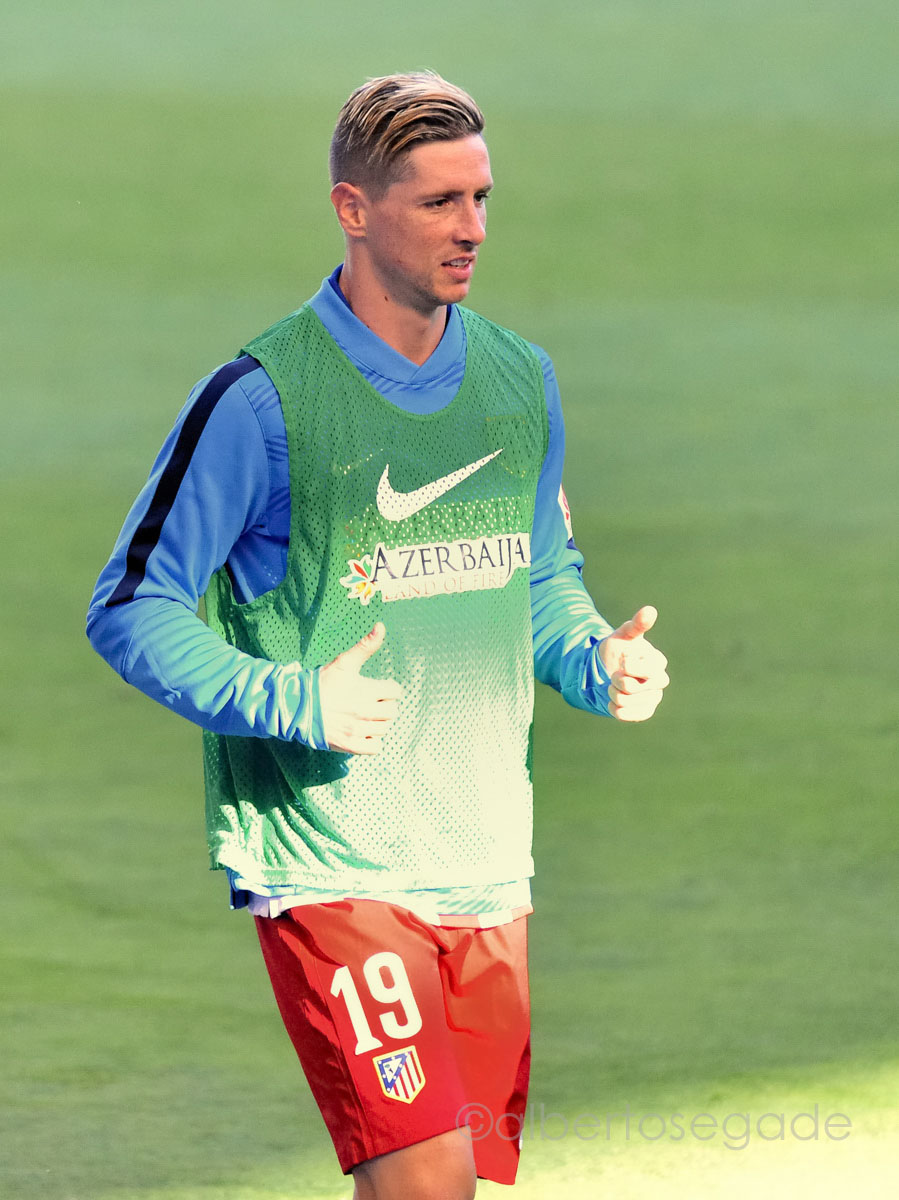
Торрес на разминке за мадридский «Атлетико» в 2015 году

27 декабря 2014 года было объявлено, что переход Торреса в «Милан» станет постоянным 5 января 2015 года, но два дня спустя он согласился вернуться в клуб Ла Лиги «Атлетико Мадрид» на правах аренды до конца сезона 2015/16. Аренда была согласована после того, как Алессио Черчи в тот же день, 5 января, отправился в обратном направлении из испанского клуба в «Милан». 4 января 2015 года торжественное представление нападающего на стадионе «Висенте Кальдерон» собрало 45 000 зрителей.
7 января 2015 года он сыграл первый матч в своей второй карьере, выйдя в стартовом составе на первый матч Кубка Испании против мадридского «Реала». Он не попал в цель и был заменен на Коке после 59-й минуты, но «Атлетико» выиграл 2:0. Восемь дней спустя в ответном матче он забил два гола — на первой минуте каждого тайма, когда «Атлетико» вышел вперёд, и это были его первые голы в выездном мадридском дерби. Торрес снова забил на первой минуте в четвертьфинале, хотя и в домашнем поражении от «Барселоны» (2:3). 17 марта Торрес забил победный удар в серии пенальти, когда «Атлетико» (3:2) обыграл леверкузенский «Байер» в ответном матче 1/8 финала Лиги чемпионов. 21 марта он забил свой первый гол в Ла Лиге после возвращения на третьей минуте матча с «Хетафе» (2:0).
6 февраля 2016 года Торрес забил свой 100-й гол в составе мадридского «Атлетико» в домашнем матче с «Эйбаром» (3:1), став 295-м игроком клуба. В следующем месяце он отметил своё 300-е появление за «матрасников», забив гол в победе над «Валенсией» (3:1). 5 апреля 2016 года Торрес забил первый гол в четвертьфинале Лиги чемпионов с «Барселоной» (1:2) на «Камп Ноу», а через десять минут был удалён с поля.
5 июля 2016 года подписал контракт с «Атлетико» на один год. В феврале 2017 года он забил свой 100-й гол в испанском футболе в матче с «Леганесом». 4 июля 2017 года Торрес подписал новый однолетний контракт с «рохибланкос», чтобы остаться с клубом своего детства ещё на один год после того, как им запретили подписывать новых игроков.
16 мая 2018 года Торрес вышел на замену на 90-й минуте, когда «Атлетико» обыграл «Марсель» со счётом 3:0 на «Парк Олимпик Лионне» в финале Лиги Европы 2018 года. Он забил два гола в своём последнем матче за «Атлетико», сыграв вничью с «Эйбаром» (2:2) в последнюю неделю чемпионата.

### «Саган Тосу»
10 июля 2018 года Фернандо Торрес стал игроком «Саган Тосу». Испанский нападающий перешёл в японский клуб на правах свободного агента. Свой первый гол за клуб он забил 22 августа в Кубке Императора, одержав победу в четвёртом раунде над «Виссел Кобе». Через пять дней последовал его первый гол в лиге, когда он забил один мяч и ассистировал ещё двум в победе над «Гамба Осака» (3:0). 21 июня 2019 года Торрес объявил, что уходит из футбола. Прощальным для него стал домашний матч чемпионата Японии против «Виссел Кобе» (клуба, за который тогда выступали Андрес Иньеста и Давид Вилья). «Саган Тосу» проиграл в этом матче 1:6.

### Международные выступления

#### Молодёжная сборная
В феврале 2001 года Торрес выиграл турнир в Альгарве в составе сборной Испании до 16 лет. В мае 2001 года сборная до 16 лет приняла участие в чемпионате Европы до 16 лет, который также выиграла, причём Торрес забил единственный гол в финале, а также стал лучшим бомбардиром турнира и был назван игроком турнира. В сентябре 2001 года Торрес представлял команду до 17 лет на юношеском чемпионате мира, но команда не смогла пройти групповой этап. В июле 2002 года он выиграл чемпионат Европы до 19 лет в составе команды до 19 лет и снова стал единственным автором гола в финале. Кроме того, он стал лучшим бомбардиром и был назван игроком турнира.

#### Основная сборная
Мы очень хорошо дополняем друг друга. Мы хорошо ладим на поле и очень хорошо ладим вне его. У нас хорошее партнёрство. Мы оба преследуем защитников, оказываем давление и боремся, создавая шансы друг для друга.
Торрес дебютировал за старшую сборную 6 сентября 2003 года в товарищеском матче против сборной Португалии. 28 апреля 2004 года он забил свой первый гол за сборную Испании в ворота Италии. Он был выбран в состав сборной на Евро-2004. Выйдя на замену в первых двух групповых матчах, он вышел в старте на решающий матч против сборной Португалии. Испания проигрывала 1:0, и ближе к концу игры он попал в стойку.
Торрес забил 7 голов за 11 матчей в отборочном турнире к ЧМ-2006, став лучшим бомбардиром сборной Испании в квалификации, включая важные два гола в матче против сборной Бельгии и свой первый международный хет-трик в матче против сборной Сан-Марино. На своём первом в жизни выступлении в финале ЧМ-2006 в Германии Торрес забил последний гол в победе над сборной Украины (4:0). Во втором групповом матче Торрес дважды забил Тунису, сначала на 76-й минуте, когда Испания повела в счёте 2:1, а затем ещё раз с пенальти на 90-й. С тремя голами он закончил турнир лучшим бомбардиром Испании вместе с нападающим Давидом Вильей.

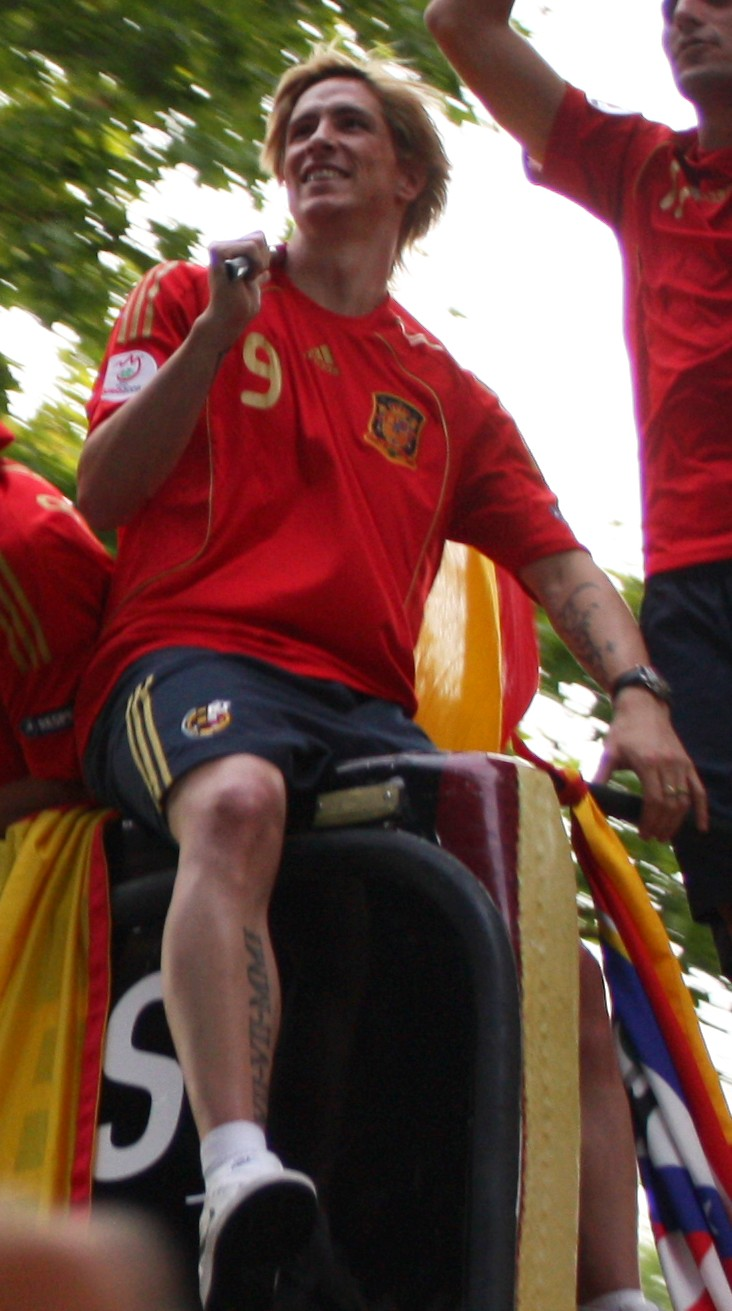
Торрес празднует победу со сборной Испании на Евро-2008

Торрес был вызван в сборную Испании на Евро-2008, где он подставил Вилью, чтобы тот забил первый гол Испании на турнире в первой игре группового этапа против сборной России. Торрес подвергся критике за отказ пожать руку испанскому тренеру Луису Арагонесу после замены. Впоследствии он отрицал, что был зол на тренера, сказав, что на самом деле он был «раздражен самим собой». Свой первый гол на турнире он забил в следующей игре Испании, выигранной у сборной Швеции со счётом 2:1. Торрес забил победный мяч и был назван лучшим игроком матча в финале против сборной Германии, победив со счётом 1:0. Он сказал: «Это просто сбывшаяся мечта. Это мой первый титул, и я надеюсь, что он будет первым из многих. Победа на Евро — это почти так же важно, как Кубок мира. Мы привыкли смотреть финалы по телевизору, но сегодня мы были здесь и мы победили. Моя работа заключается в том, чтобы забивать голы. Я хочу выиграть больше титулов и стать самым важным игроком в Европе и мире». Позже он был назван нападающим вместе со своим партнёром по атаке Давидом Вильей в команде турнира.
28 марта 2009 года Торрес провёл свой 60-й матч за сборную Испании в отборочном матче чемпионата мира 2010 года над Турцией, став самым молодым игроком, достигшим этого рубежа. В июне Торрес был включён в состав сборной Испании на Кубок конфедераций 2009 года. 14 июня он забил свой второй хет-трик за сборную Испании после 17 минут матча Кубка конфедераций против сборной Новой Зеландии, тем самым записав на свой счёт самый быстрый хет-трик игрока за сборную Испании. Он играл за сборную, когда в полуфинале они потерпели поражение от США со счётом 0:2, а также в матче за третье место, который Испания выиграла у сборной ЮАР со счётом 3:2 после дополнительного времени.
18 апреля 2010 года Торрес перенёс операцию на колене и пропустил конец сезона Премьер-лиги, за его реабилитацией и физической формой внимательно следил тренер сборной Испании Висенте дель Боске. Хотя Торрес все ещё был травмирован, в мае он был вызван в состав сборной Испании на ЧМ-2010. 8 июня Торрес впервые вышел на поле ровно за два месяца, выйдя на замену на 66-й минуте матча против сборной Польши в товарищеском матче перед чемпионатом мира.
16 июня Торрес вышел на замену на 61-й минуте в первом матче чемпионата мира, когда Испания проиграла сборной Швейцарии со счётом 1:0. Он начал следующие два матча против Гондураса и Чили, и хотя его выступления на групповом этапе были названы не самыми лучшими, он получил поддержку от дель Боске. 11 июля 2010 года Торрес вышел на замену на 105-й минуте в финале, когда Испания впервые выиграла чемпионат мира, победив сборную Нидерландов со счётом 1:0.

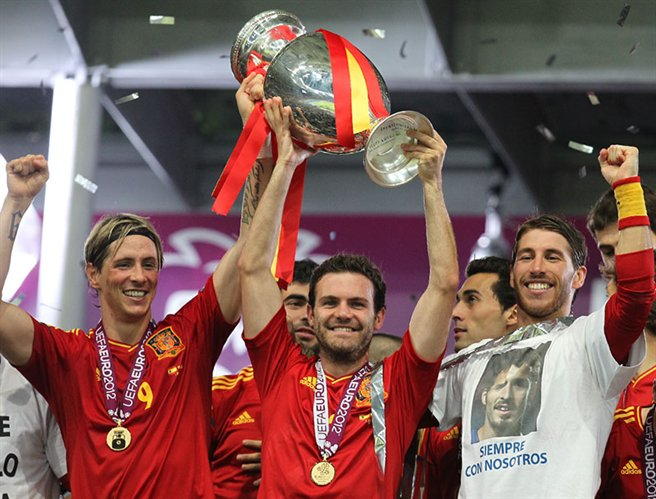
Торрес (слева) празднует с товарищами по сборной Испании Хуаном Матой и Серхио Рамосом после победы на Евро-2012

Торрес был вызван в состав сборной Дель Боске на Евро-2012. В своём первом старте на турнире он забил два гола, когда Испания разгромила сборную Ирландии со счётом 4:0 и выбила их из турнира. В финале турнира Торрес вышел на замену против сборной Италии, забил один гол и ассистировал ещё одному, и Испания выиграла второй чемпионат Европы подряд со счётом 4:0. Это обеспечило ему Золотую бутсу турнира с тремя голами и одной ассистенцией, сыграв меньше минут, чем Марио Гомес, у которого также было три гола и одна ассистенция.
7 сентября 2012 года Торрес надел свою 100-ю игровую форму в матче против сборной Саудовской Аравии, став шестым игроком с самым большим количеством игр за сборную Испании, и начал игру в качестве капитана в отсутствие вратаря Икера Касильяса.
20 июня 2013 года он стал первым игроком в истории, забившим четыре гола в одном матче Кубка конфедераций во время победы над сборной Таити со счётом 10:0 на Кубке конфедераций 2013 года. Торрес также стал первым игроком, забившим два хет-трика на Кубке конфедераций, и с пятью голами и одной передачей получил «Золотую бутсу» турнира, опередив Фреда, сыгравшего меньше минут.
30 мая 2014 года в своём первом международном матче за 11 месяцев Торрес забил пенальти в разминочном матче Кубка мира против сборной Боливии. На следующий день после этого он был включён в окончательный состав сборной Испании на турнир, опередив Альваро Негредо и Фернандо Льоренте. После выхода на замену в первых двух матчах, Торрес был включён в стартовый состав на третий групповой матч, когда выбывание команды уже было подтверждено. Он забил второй гол Испании в победе над сборной Австралии (3:0) в Куритибе.

## Стиль игры
О Торресе говорили, что у него «глаз наметанный» и он «способен на мастерство мирового класса», а также считали его «технически грамотным, очень успешным нападающим». Он умел оказываться на ударных позициях, используя свой темп и видение, чтобы оказаться за спинами защитников. Трудолюбивый нападающий, он также был известен своей готовностью преследовать и оказывать давление на защитников соперника, и был способен играть на стороне своих товарищей по команде и создавать шансы для других нападающих, в дополнение к тому, чтобы забивать голы самому; это также привело к тому, что иногда его использовали в качестве второго нападающего. Будучи сильным в воздухе и точным финишером как головой, так и обеими ногами, в расцвете сил, он забил много голов и заслужил репутацию одного из лучших нападающих в мире. Перед Кубком конфедераций 2009 года CBC назвал его: «Золотой мальчик испанского футбола и один из самых опасных нападающих в игре. Прозванный „Малыш“ (исп. El Niño), Торрес завершает второй сезон за „Ливерпуль“, в котором он забил 14 голов. Торрес молниеносно быстр, смертоносный финишер и игрок такого высокого класса с мячом в ногах, что он регулярно заставляет эффектных игроков выглядеть обычными». Однако несколько травм привели к потере формы, темпа, уверенности и снижению количества забитых голов в последующих сезонах.

## Тренерская карьера
25 июля 2021 года «Атлетико Мадрид» назначил Торреса главным тренером молодёжной команды мадридского клуба. В качестве тренера молодёжной команды, смог дойти до полуфинала Юношеской лиги УЕФА 2021/22.

## Достижения игрока

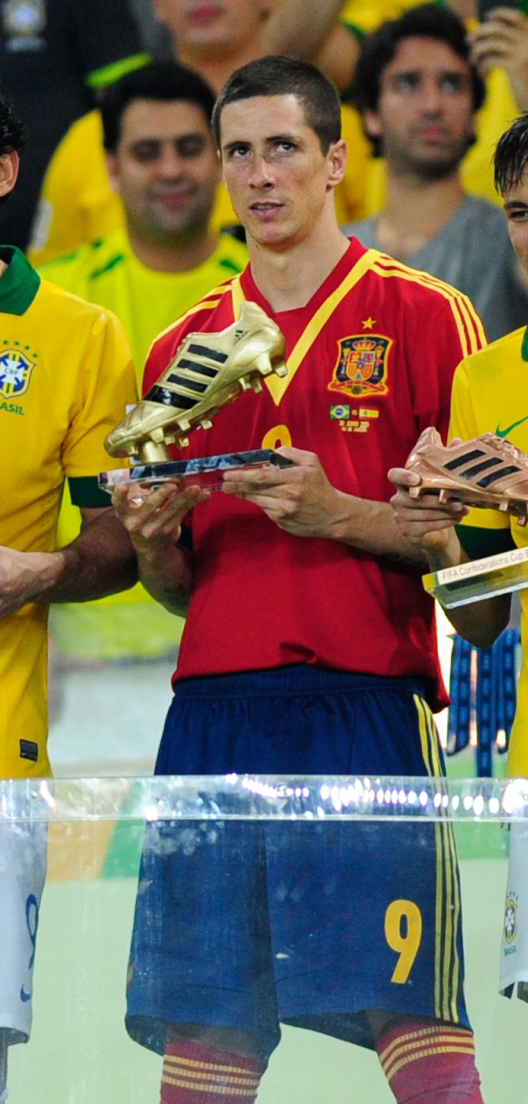
Торрес с «Золотой бутсой» Кубка конфедераций, 2013 год

### Командные
«Атлетико Мадрид»
- Чемпион Сегунды: 2001/02
- Финалист Кубка Интертото: 2004
- Финалист Лиги чемпионов УЕФА: 2015/16
- Победитель Лиги Европы УЕФА: 2017/18

«Ливерпуль»
- Вице-чемпион Англии: 2008/09

«Челси»
- Обладатель Кубка Англии: 2011/12
- Победитель Лиги чемпионов УЕФА: 2011/12
- Победитель Лиги Европы УЕФА: 2012/13

Сборная Испании
- Чемпион Европы среди юношей до 17 лет: 2001
- Чемпион Европы среди юношей до 19 лет: 2002
- Чемпион Европы (2): 2008, 2012
- Чемпион мира: 2010

### Личные
- Лучший игрок чемпионата Европы (до 19): 2002
- Команда года по версии ПФА (2): 2008, 2009
- Игрок месяца английской Премьер-лиги (2): февраль 2008, сентябрь 2009
- Гол месяца английской Премьер-лиги (2): апрель 2009, март 2010
- Символическая сборная года по версии УЕФА: 2008
- Символическая сборная мира по версии ФИФПРО (2): 2008, 2009
- Команда года по версии ЕСМ: 2008
- Символическая сборная чемпионата Европы 2008 года по версии FIFA
- Символическая сборная Кубка конфедераций (2): 2009, 2013
- Обладатель трофея «Легенда» по версии читателей газеты «Marca»
- Лучший бомбардир чемпионата Европы: 2012
- Обладатель «Золотой бутсы» Кубка конфедераций: 2013
- Рекордсмен сборной Испании по количеству голов на чемпионатах Европы: 5 голов
- Рекордсмен сборной Испании по количеству голов на Кубках конфедераций: 8 голов

## Личная жизнь
Родители Торреса — Хосе Торрес и Флори Санс. У него есть два старших брата и сестра: Исраэль (1977 года рождения) и Мария Пас (1976 года рождения). Он женился на Олалье Домингес Листе 27 мая 2009 года на частной церемонии с двумя свидетелями в местной мэрии в Эль-Эскориале, Мадрид. У пары двое детей: дочь Нора, родившаяся 8 июля 2009 года в больнице Ла Розаледа в Сантьяго-де-Компостела, Галисия, и сын Лео, родившийся 6 декабря 2010 года в женской больнице Ливерпуля. В 2015 году у Торреса родилась дочь Эльза.
В 2009 году сообщалось, что Торрес накопил личное состояние в размере 14 миллионов фунтов стерлингов. Он снялся в клипе на песню «Ya nada volverá a sero antes» испанской поп-рок группы El Canto del Loco, вокалист которой, Дани Мартин, разделяет крепкую дружбу с футболистом. Он снялся в эпизодической роли в комедийном фильме 2005 года «Торренте 3: Защитник». В 2009 году он выпустил автобиографию под названием «Торрес: Малыш: Моя история». Торрес является поклонником творчества Дж. Р. Р. Толкиена и имеет татуировку с надписью «Фернандо» на тенгварском языке на левом предплечье.
В 2011 году в его честь был построен стадион в Фуэнлабраде.

### Прочее
В ноябре 2021 года Фернандо Торрес стал эксклюзивным представителем компании по онлайн-продажам автомобильных запчастей Autodoc.

## Статистика выступлений

### Клубная статистика
| Выступление      | Выступление      | Выступление      | Лига | Лига | Кубок страны | Кубок страны | Кубок лиги | Кубок лиги | Еврокубки | Еврокубки | Прочие | Прочие | Итого | Итого |
| Клуб             | Лига             | Сезон            | Игры | Голы | Игры         | Голы         | Игры       | Голы       | Игры      | Голы      | Игры   | Голы   | Игры  | Голы  |
| ---------------- | ---------------- | ---------------- | ---- | ---- | ------------ | ------------ | ---------- | ---------- | --------- | --------- | ------ | ------ | ----- | ----- |
| Атлетико Мадрид  | Сегунда          | 2000/01          | 4    | 1    | 2            | 0            | 0          | 0          | 0         | 0         | 0      | 0      | 6     | 1     |
| Атлетико Мадрид  | Сегунда          | 2001/02          | 36   | 6    | 1            | 1            | 0          | 0          | 0         | 0         | 0      | 0      | 37    | 7     |
| Атлетико Мадрид  | Примера          | 2002/03          | 29   | 13   | 3            | 1            | 0          | 0          | 0         | 0         | 0      | 0      | 32    | 14    |
| Атлетико Мадрид  | Примера          | 2003/04          | 35   | 19   | 5            | 2            | 0          | 0          | 0         | 0         | 0      | 0      | 40    | 21    |
| Атлетико Мадрид  | Примера          | 2004/05          | 38   | 16   | 6            | 2            | 0          | 0          | 5         | 2         | 0      | 0      | 49    | 20    |
| Атлетико Мадрид  | Примера          | 2005/06          | 36   | 13   | 4            | 0            | 0          | 0          | 0         | 0         | 0      | 0      | 40    | 13    |
| Атлетико Мадрид  | Примера          | 2006/07          | 36   | 14   | 4            | 1            | 0          | 0          | 0         | 0         | 0      | 0      | 40    | 15    |
| Атлетико Мадрид  | Итого            | Итого            | 214  | 82   | 25           | 7            | 0          | 0          | 5         | 2         | 0      | 0      | 244   | 91    |
| Ливерпуль        | Премьер-лига     | 2007/08          | 33   | 24   | 1            | 0            | 1          | 3          | 11        | 6         | 0      | 0      | 46    | 33    |
| Ливерпуль        | Премьер-лига     | 2008/09          | 24   | 14   | 3            | 1            | 2          | 0          | 9         | 2         | 0      | 0      | 38    | 17    |
| Ливерпуль        | Премьер-лига     | 2009/10          | 22   | 18   | 2            | 0            | 0          | 0          | 8         | 4         | 0      | 0      | 32    | 22    |
| Ливерпуль        | Премьер-лига     | 2010/11          | 23   | 9    | 1            | 0            | 0          | 0          | 2         | 0         | 0      | 0      | 26    | 9     |
| Ливерпуль        | Итого            | Итого            | 102  | 65   | 7            | 1            | 3          | 3          | 30        | 12        | 0      | 0      | 142   | 81    |
| Челси            | Премьер-лига     | 2010/11          | 14   | 1    | 0            | 0            | 0          | 0          | 4         | 0         | 0      | 0      | 18    | 1     |
| Челси            | Премьер-лига     | 2011/12          | 32   | 6    | 6            | 2            | 1          | 0          | 10        | 3         | 0      | 0      | 49    | 11    |
| Челси            | Премьер-лига     | 2012/13          | 36   | 8    | 5            | 1            | 4          | 2          | 15        | 9         | 4      | 2      | 64    | 22    |
| Челси            | Премьер-лига     | 2013/14          | 28   | 5    | 2            | 0            | 1          | 1          | 9         | 4         | 1      | 1      | 41    | 11    |
| Челси            | Итого            | Итого            | 110  | 20   | 13           | 3            | 6          | 3          | 38        | 16        | 5      | 3      | 172   | 45    |
| Милан            | Серия A          | 2014/15          | 10   | 1    | 0            | 0            | 0          | 0          | 0         | 0         | 0      | 0      | 10    | 1     |
| Милан            | Итого            | Итого            | 10   | 1    | 0            | 0            | 0          | 0          | 0         | 0         | 0      | 0      | 10    | 1     |
| Атлетико Мадрид  | Примера          | 2014/15          | 19   | 3    | 4            | 3            | 0          | 0          | 3         | 0         | 0      | 0      | 26    | 6     |
| Атлетико Мадрид  | Примера          | 2015/16          | 30   | 11   | 2            | 0            | 0          | 0          | 12        | 1         | 0      | 0      | 44    | 12    |
| Атлетико Мадрид  | Примера          | 2016/17          | 31   | 8    | 5            | 1            | 0          | 0          | 9         | 1         | 0      | 0      | 45    | 10    |
| Атлетико Мадрид  | Примера          | 2017/18          | 27   | 5    | 6            | 3            | 0          | 0          | 12        | 2         | 0      | 0      | 45    | 10    |
| Атлетико Мадрид  | Итого            | Итого            | 107  | 27   | 17           | 7            | 0          | 0          | 36        | 4         | 0      | 0      | 160   | 38    |
| Саган Тосу       | Джей-лига        | 2018             | 17   | 3    | 2            | 1            | 0          | 0          | 0         | 0         | 0      | 0      | 19    | 4     |
| Саган Тосу       | Джей-лига        | 2019             | 11   | 0    | 0            | 0            | 2          | 0          | 0         | 0         | 0      | 0      | 13    | 0     |
| Саган Тосу       | Итого            | Итого            | 28   | 3    | 2            | 1            | 2          | 0          | 0         | 0         | 0      | 0      | 32    | 4     |
| Всего за карьеру | Всего за карьеру | Всего за карьеру | 571  | 198  | 64           | 19           | 11         | 6          | 109       | 34        | 5      | 3      | 760   | 260   |

### Международная статистика
| Сборная          | Сезон            | Товарищеские | Товарищеские | Турниры | Турниры | Всего | Всего |
| Сборная          | Сезон            | Игры         | Голы         | Игры    | Голы    | Игры  | Голы  |
| ---------------- | ---------------- | ------------ | ------------ | ------- | ------- | ----- | ----- |
| Испания          | 2003             | 1            | 0            | 2       | 0       | 3     | 0     |
| Испания          | 2004             | 6            | 1            | 5       | 0       | 11    | 1     |
| Испания          | 2005             | 3            | 1            | 9       | 7       | 12    | 8     |
| Испания          | 2006             | 6            | 1            | 7       | 4       | 13    | 5     |
| Испания          | 2007             | 2            | 0            | 4       | 1       | 6     | 1     |
| Испания          | 2008             | 6            | 1            | 7       | 2       | 13    | 3     |
| Испания          | 2009             | 4            | 2            | 9       | 3       | 13    | 5     |
| Испания          | 2010             | 4            | 1            | 8       | 2       | 12    | 3     |
| Испания          | 2011             | 7            | 1            | 2       | 0       | 9     | 1     |
| Испания          | 2012             | 3            | 1            | 7       | 3       | 10    | 4     |
| Испания          | 2013             | 1            | 0            | 4       | 5       | 5     | 5     |
| Испания          | 2014             | 1            | 1            | 3       | 1       | 4     | 2     |
| Всего за карьеру | Всего за карьеру | 43           | 10           | 67      | 28      | 110   | 38    |

### Матчи и голы за сборную
| Матчи и голы Торреса за сборную Испании | Матчи и голы Торреса за сборную Испании | Матчи и голы Торреса за сборную Испании | Матчи и голы Торреса за сборную Испании | Матчи и голы Торреса за сборную Испании | Матчи и голы Торреса за сборную Испании |
| №                                       | Дата                                    | Оппонент                                | Счёт                                    | Голы Торреса                            | Соревнование                            |
| --------------------------------------- | --------------------------------------- | --------------------------------------- | --------------------------------------- | --------------------------------------- | --------------------------------------- |
| 1                                       | 6 сентября 2003                         | Португалия                              | 3:0                                     | —                                       | Товарищеский матч                       |
| 2                                       | 10 сентября 2003                        | Украина                                 | 2:1                                     | —                                       | Отборочные матчи ЧЕ-2004                |
| 3                                       | 15 ноября 2003                          | Норвегия                                | 2:1                                     | —                                       | Отборочные матчи ЧЕ-2004                |
| 4                                       | 31 марта 2004                           | Дания                                   | 2:0                                     | —                                       | Товарищеский матч                       |
| 5                                       | 28 апреля 2004                          | Италия                                  | 1:1                                     | 1                                       | Товарищеский матч                       |
| 6                                       | 5 мая 2004                              | Андорра                                 | 4:0                                     | —                                       | Товарищеский матч                       |
| 7                                       | 12 июня 2004                            | Россия                                  | 1:0                                     | —                                       | Финальные матчи ЧЕ-2004                 |
| 8                                       | 16 июня 2004                            | Греция                                  | 1:1                                     | —                                       | Финальные матчи ЧЕ-2004                 |
| 9                                       | 20 июня 2004                            | Португалия                              | 0:1                                     | —                                       | Финальные матчи ЧЕ-2004                 |
| 10                                      | 18 августа 2004                         | Венесуэла                               | 3:2                                     | —                                       | Товарищеский матч                       |
| 11                                      | 3 сентября 2004                         | Шотландия                               | 1:1                                     | —                                       | Товарищеский матч                       |
| 12                                      | 9 октября 2004                          | Бельгия                                 | 2:0                                     | —                                       | Отборочные матчи ЧМ-2006                |
| 13                                      | 13 октября 2004                         | Литва                                   | 0:0                                     | —                                       | Отборочные матчи ЧМ-2006                |
| 14                                      | 18 ноября 2004                          | Англия                                  | 1:0                                     | —                                       | Товарищеский матч                       |
| 15                                      | 10 февраля 2005                         | Сан-Марино                              | 5:0                                     | 1                                       | Отборочные матчи ЧМ-2006                |
| 16                                      | 26 марта 2005                           | Китай                                   | 3:0                                     | 1                                       | Товарищеский матч                       |
| 17                                      | 30 марта 2005                           | Сербия и Черногория                     | 0:0                                     | —                                       | Отборочные матчи ЧМ-2006                |
| 18                                      | 4 июня 2005                             | Литва                                   | 1:0                                     | —                                       | Отборочные матчи ЧМ-2006                |
| 19                                      | 8 июня 2005                             | Босния и Герцеговина                    | 1:1                                     | —                                       | Отборочные матчи ЧМ-2006                |
| 20                                      | 17 августа 2005                         | Уругвай                                 | 2:0                                     | —                                       | Товарищеский матч                       |
| 21                                      | 3 сентября 2005                         | Канада                                  | 2:1                                     | —                                       | Товарищеский матч                       |
| 22                                      | 7 сентября 2005                         | Сербия и Черногория                     | 1:1                                     | —                                       | Отборочные матчи ЧМ-2006                |
| 23                                      | 8 октября 2005                          | Бельгия                                 | 2:0                                     | 2                                       | Отборочные матчи ЧМ-2006                |
| 24                                      | 12 октября 2005                         | Сан-Марино                              | 6:0                                     | 3                                       | Отборочные матчи ЧМ-2006                |
| 25                                      | 12 ноября 2005                          | Словакия                                | 5:1                                     | 1                                       | Отборочные матчи ЧМ-2006                |
| 26                                      | 16 ноября 2005                          | Словакия                                | 1:1                                     | —                                       | Отборочные матчи ЧМ-2006                |
| 27                                      | 1 марта 2006                            | Кот-д’Ивуар                             | 3:2                                     | —                                       | Товарищеский матч                       |
| 28                                      | 27 мая 2006                             | Россия                                  | 0:0                                     | —                                       | Товарищеский матч                       |
| 29                                      | 3 июня 2006                             | Египет                                  | 2:0                                     | —                                       | Товарищеский матч                       |
| 30                                      | 7 июня 2006                             | Хорватия                                | 2:1                                     | 1                                       | Товарищеский матч                       |
| 31                                      | 14 июня 2006                            | Украина                                 | 4:0                                     | 1                                       | Финальные матчи ЧМ-2006                 |
| 32                                      | 19 июня 2006                            | Тунис                                   | 3:1                                     | 2                                       | Финальные матчи ЧМ-2006                 |
| 33                                      | 23 июня 2006                            | Саудовская Аравия                       | 1:0                                     | —                                       | Финальные матчи ЧМ-2006                 |
| 34                                      | 27 июня 2006                            | Франция                                 | 1:3                                     | —                                       | Финальные матчи ЧМ-2006                 |
| 35                                      | 15 августа 2006                         | Исландия                                | 0:0                                     | —                                       | Товарищеский матч                       |
| 36                                      | 2 сентября 2006                         | Лихтенштейн                             | 4:0                                     | 1                                       | Отборочные матчи ЧЕ-2008                |
| 37                                      | 6 сентября 2006                         | Северная Ирландия                       | 2:3                                     | —                                       | Отборочные матчи ЧЕ-2008                |
| 38                                      | 7 октября 2006                          | Швеция                                  | 0:2                                     | —                                       | Отборочные матчи ЧЕ-2008                |
| 39                                      | 11 октября 2006                         | Аргентина                               | 2:1                                     | —                                       | Товарищеский матч                       |
| 40                                      | 7 февраля 2007                          | Англия                                  | 1:0                                     | —                                       | Товарищеский матч                       |
| 41                                      | 24 марта 2007                           | Дания                                   | 2:1                                     | —                                       | Отборочные матчи ЧЕ-2008                |
| 42                                      | 28 марта 2007                           | Исландия                                | 1:0                                     | —                                       | Отборочные матчи ЧЕ-2008                |
| 43                                      | 21 августа 2007                         | Греция                                  | 3:2                                     | —                                       | Товарищеский матч                       |
| 44                                      | 8 сентября 2007                         | Исландия                                | 1:1                                     | —                                       | Отборочные матчи ЧЕ-2008                |
| 45                                      | 12 сентября 2007                        | Латвия                                  | 2:0                                     | 1                                       | Отборочные матчи ЧЕ-2008                |
| 46                                      | 6 февраля 2008                          | Франция                                 | 1:0                                     | —                                       | Товарищеский матч                       |
| 47                                      | 27 марта 2008                           | Италия                                  | 1:0                                     | —                                       | Товарищеский матч                       |
| 48                                      | 31 мая 2008                             | Перу                                    | 2:1                                     | —                                       | Товарищеский матч                       |
| 49                                      | 4 июня 2008                             | США                                     | 1:0                                     | —                                       | Товарищеский матч                       |
| 50                                      | 10 июня 2008                            | Россия                                  | 4:1                                     | —                                       | Финальные матчи ЧЕ-2008                 |
| 51                                      | 14 июня 2008                            | Швеция                                  | 2:1                                     | 1                                       | Финальные матчи ЧЕ-2008                 |
| 52                                      | 22 июня 2008                            | Италия                                  | 4:2                                     | —                                       | Финальные матчи ЧЕ-2008                 |
| 53                                      | 26 июня 2008                            | Россия                                  | 3:0                                     | —                                       | Финальные матчи ЧЕ-2008                 |
| 54                                      | 29 июня 2008                            | Германия                                | 1:0                                     | 1                                       | Финальные матчи ЧЕ-2008                 |
| 55                                      | 20 августа 2008                         | Дания                                   | 3:0                                     | —                                       | Товарищеский матч                       |
| 56                                      | 11 октября 2008                         | Эстония                                 | 3:0                                     | —                                       | Отборочные матчи ЧМ-2010                |
| 57                                      | 15 октября 2008                         | Бельгия                                 | 2:1                                     | —                                       | Отборочные матчи ЧМ-2010                |
| 58                                      | 19 ноября 2008                          | Чили                                    | 3:0                                     | 1                                       | Товарищеский матч                       |
| 59                                      | 11 февраля 2009                         | Англия                                  | 2:0                                     | —                                       | Товарищеский матч                       |
| 60                                      | 28 марта 2009                           | Турция                                  | 1:0                                     | —                                       | Товарищеский матч                       |
| 61                                      | 1 апреля 2009                           | Турция                                  | 2:1                                     | —                                       | Отборочные матчи ЧМ-2010                |
| 62                                      | 9 июня 2009                             | Азербайджан                             | 6:0                                     | 1                                       | Товарищеский матч                       |
| 63                                      | 14 июня 2009                            | Новая Зеландия                          | 5:0                                     | 3                                       | Кубок конфедераций 2009                 |
| 64                                      | 17 июня 2009                            | Ирак                                    | 1:0                                     | —                                       | Кубок конфедераций 2009                 |
| 65                                      | 20 июня 2009                            | ЮАР                                     | 2:0                                     | —                                       | Кубок конфедераций 2009                 |
| 66                                      | 24 июня 2009                            | США                                     | 0:2                                     | —                                       | Кубок конфедераций 2009                 |
| 67                                      | 28 июня 2009                            | ЮАР                                     | 3:2                                     | —                                       | Кубок конфедераций 2009                 |
| 68                                      | 12 августа 2009                         | Македония                               | 3:2                                     | 1                                       | Товарищеский матч                       |
| 69                                      | 5 сентября 2009                         | Бельгия                                 | 5:0                                     | —                                       | Отборочные матчи ЧМ-2010                |
| 70                                      | 9 сентября 2009                         | Эстония                                 | 3:0                                     | —                                       | Отборочные матчи ЧМ-2010                |
| 71                                      | 10 октября 2009                         | Армения                                 | 2:1                                     | —                                       | Отборочные матчи ЧМ-2010                |
| 72                                      | 3 марта 2010                            | Франция                                 | 2:0                                     | —                                       | Товарищеский матч                       |
| 73                                      | 8 июня 2010                             | Польша                                  | 6:0                                     | 1                                       | Товарищеский матч                       |
| 74                                      | 16 июня 2010                            | Швейцария                               | 0:1                                     | —                                       | Финальные матчи ЧМ-2010                 |
| 75                                      | 21 июня 2010                            | Гондурас                                | 2:0                                     | —                                       | Финальные матчи ЧМ-2010                 |
| 76                                      | 25 июня 2010                            | Чили                                    | 2:1                                     | —                                       | Финальные матчи ЧМ-2010                 |
| 77                                      | 28 июня 2010                            | Португалия                              | 1:0                                     | —                                       | Финальные матчи ЧМ-2010                 |
| 78                                      | 3 июля 2010                             | Парагвай                                | 1:0                                     | —                                       | Финальные матчи ЧМ-2010                 |
| 79                                      | 7 июля 2010                             | Германия                                | 1:0                                     | —                                       | Финальные матчи ЧМ-2010                 |
| 80                                      | 11 июля 2010                            | Нидерланды                              | 1:0                                     | —                                       | Финальные матчи ЧМ-2010                 |
| 81                                      | 3 сентября 2010                         | Лихтенштейн                             | 4:0                                     | 2                                       | Отборочные матчи ЧЕ-2012                |
| 82                                      | 17 ноября 2010                          | Португалия                              | 0:4                                     | —                                       | Товарищеский матч                       |
| 83                                      | 9 февраля 2011                          | Колумбия                                | 1:0                                     | —                                       | Товарищеский матч                       |
| 84                                      | 25 марта 2011                           | Чехия                                   | 2:1                                     | —                                       | Отборочные матчи ЧЕ-2012                |
| 85                                      | 4 июня 2011                             | США                                     | 4:0                                     | 1                                       | Товарищеский матч                       |
| 86                                      | 7 июня 2011                             | Венесуэла                               | 3:0                                     | —                                       | Товарищеский матч                       |
| 87                                      | 10 августа 2011                         | Италия                                  | 1:2                                     | —                                       | Товарищеский матч                       |
| 88                                      | 2 сентября 2011                         | Чили                                    | 3:2                                     | —                                       | Товарищеский матч                       |
| 89                                      | 7 октября 2011                          | Чехия                                   | 2:0                                     | —                                       | Отборочные матчи ЧЕ-2012                |
| 90                                      | 12 ноября 2011                          | Англия                                  | 0:1                                     | —                                       | Товарищеский матч                       |
| 91                                      | 15 ноября 2011                          | Коста-Рика                              | 2:2                                     | —                                       | Товарищеский матч                       |
| 92                                      | 30 мая 2012                             | Республика Корея                        | 4:1                                     | 1                                       | Товарищеский матч                       |
| 93                                      | 3 июня 2012                             | Китай                                   | 1:0                                     | —                                       | Товарищеский матч                       |
| 94                                      | 10 июня 2012                            | Италия                                  | 1:1                                     | —                                       | Финальные матчи ЧЕ-2012                 |
| 95                                      | 14 июня 2012                            | Ирландия                                | 4:0                                     | 2                                       | Финальные матчи ЧЕ-2012                 |
| 96                                      | 18 июня 2012                            | Хорватия                                | 1:0                                     | —                                       | Финальные матчи ЧЕ-2012                 |
| 97                                      | 23 июня 2012                            | Франция                                 | 2:0                                     | —                                       | Финальные матчи ЧЕ-2012                 |
| 98                                      | 1 июля 2012                             | Италия                                  | 4:0                                     | 1                                       | Финальные матчи ЧЕ-2012                 |
| 99                                      | 16 августа 2012                         | Пуэрто-Рико                             | 2:1                                     | —                                       | Товарищеский матч                       |
| 100                                     | 7 сентября 2012                         | Саудовская Аравия                       | 5:0                                     | —                                       | Товарищеский матч                       |
| 101                                     | 16 октября 2012                         | Франция                                 | 1:1                                     | —                                       | Отборочные матчи ЧМ-2014                |
| 102                                     | 9 июня 2013                             | Гаити                                   | 2:1                                     | —                                       | Товарищеский матч                       |
| 103                                     | 20 июня 2013                            | Таити                                   | 10:0                                    | 4                                       | Кубок конфедераций 2013                 |
| 104                                     | 23 июня 2013                            | Нигерия                                 | 3:0                                     | 1                                       | Кубок конфедераций 2013                 |
| 105                                     | 27 июня 2013                            | Италия                                  | 0:0                                     | —                                       | Кубок конфедераций 2013                 |
| 106                                     | 1 июля 2013                             | Бразилия                                | 0:3                                     | —                                       | Кубок конфедераций 2013                 |
| 107                                     | 30 мая 2014                             | Боливия                                 | 2:0                                     | 1                                       | Товарищеский матч                       |
| 108                                     | 13 июня 2014                            | Нидерланды                              | 1:5                                     | —                                       | Финальные матчи ЧМ-2014                 |
| 109                                     | 18 июня 2014                            | Чили                                    | 0:2                                     | —                                       | Финальные матчи ЧМ-2014                 |
| 110                                     | 23 июня 2014                            | Австралия                               | 3:0                                     | 1                                       | Финальные матчи ЧМ-2014                 |

Итого: 110 матчей / 38 голов; 83 победы, 15 ничьих, 12 поражений.